# صلاح الدين بالي
صلاح الدين بالي (29 جويلية 1926 - 12 أفريل 2002)، سياسي تولى عدة مناصب هامة في صلب الدولة والمنظمات الرياضية التونسية.

## في السياسة
ولد صلاح الدين بالي في عائلة أصيلة العاصمة، من أبرز أبناءها شقيقه الأكبر المنجي بالي أحد رواد الحركة الكشفية في البلاد. ظهر أولا على الساحة السياسية العامة بصفته وكيل الدولة لدى المحكمة العسكرية التي حاكمت المتورطين في المحاولة الانقلابية التي كشف عنها اللطام في ديسمبر 1962. شغل بعدها عددا من المناصب من أهمها رئاسة ديوان وزير الدفاع محمد مزالي والكتابة العامة لوزارة الدفاع الوطني. في 5 جوان 1973 عين وزيرا للعدل وبقي في منصبه إلى 25 أفريل 1980 تاريخ توليه حقيبة الدفاع الوطني خلفا لرشيد صفر. ساهم من منصبه في إنجاح إنقلاب 7 نوفمبر 1987 الذي قاده الوزير الأول زين العابدين بن علي على بورقيبة. حافظ على منصبه في الحكومة الجديدة وأسندت له رتبة وزير دولة. أنتخب عام 1988 كرئيس لمجلس النواب وبقي في منصبه إلى عام 1990 ثم عين بين نوفمبر 1990 وأفريل 1992 كرئيس للمجلس الدستوري. أنتخب بالي أيضا في مجلسي بلديتي تونس وسيدي بوسعيد كما أنتخب كعضو في مجلس النواب خلال خمسة مدات نيابية متتالية.

## في الرياضة
شغل صلاح الدين بالي منصب كاتب عام اللجنة الأولمبية التونسية منذ العام 1960 ثم تولى رئاستها عام 1986 خلفا للوزير الأول المقيل محمد مزالي، واستمر في منصبه إلى وفاته عام 2002. تولى بالي أيضا رئاسة الجامعة التونسية للرياضات البحرية، الجامعة التونسية للرقبي، الجامعة التونسية للفروسية والجامعة التونسية للبريدج. تولى على المستوى الدولي رئاسة الكونفيديرالية الإفريقية للرماية والاتحاد الإفريقي للملاكمة كما أنتخب كعضو في المكتب التنفيذي للاتحاد العربي للألعاب الرياضية، وفي عام 1994 أنتخب عضوا في المجلس الدولي للتحكيم الرياضي.

## وصلات خارجية
- صلاح الدين بالي على موقع أوليمبيديا (الإنجليزية)

- خبر وفاته في جريدة تونس هبدو (بالفرنسية)